# Jean-Luc Roland
 (mai 2016).
Si vous disposez d'ouvrages ou d'articles de référence ou si vous connaissez des sites web de qualité traitant du thème abordé ici, merci de compléter l'article en donnant les références utiles à sa vérifiabilité et en les liant à la section « Notes et références ».
Pour les articles homonymes, voir Roland (homonymie).
Jean-Luc Roland est une personnalité politique belge (membre du parti Ecolo).

## Biographie
Il est bruxellois de naissance et titulaire de deux licences (sciences physiques et philosophie); enseignant et chercheur.
Il devient après les élections communales d'octobre 2000 le premier bourgmestre écologiste en Wallonie, en prenant la tête de la majorité (dite alliance citoyenne) réunissant socialistes, sociaux-chrétiens et écologistes dans la ville d'Ottignies-Louvain-la-Neuve.
Parmi les fondateurs d’Ecolo en 1980, il est secrétaire général d'Inter-Environnement Wallonie et a auparavant fait partie du secrétariat fédéral d'Ecolo où il a remplacé Daniel Josse (les autres membres du secrétariat fédéral sont Jacky Morael et Isabelle Durant).
Jean-Luc Roland reste à son poste de bourgmestre d'Ottignies-Louvain-la-Neuve durant 18 ans (2000-2018), avant de se retirer lors des élections communales d'octobre 2018. L'écologiste Julie Chantry lui succède alors, à la tête de la même majorité et avec 1752 voix soit le meilleur score, ce qui amène Jean-Luc Roland à conclure « Je suis soulagé et grandement satisfait au vu des résultats. Je lâche le témoin avec une grande sérénité ».